# Reinhard Selten
Reinhard Selten, né le 5 octobre 1930 à Breslau et mort le 23 août 2016 à Poznań,  est un économiste allemand. Il est co-lauréat avec John Harsanyi et John Nash du Prix de la Banque de Suède en 1994 « pour l'analyse pionnière de l'équilibre dans la théorie des jeux non coopératifs ».

## Biographie
Il est aussi connu pour ses travaux sur la rationalité limitée, et peut être considéré comme l'un des pères fondateurs de l'économie expérimentale.
Reinhard Selten est professeur émérite à l'université de Bonn.
Selten a produit des œuvres en espéranto, et a soutenu la branche allemande du parti Europe - Démocratie - Espéranto aux élections européennes.

## Ouvrages
- Preispolitik der Mehrproduktenunternehmung in der statischen Theorie, Berlin-Heidelberg-New York: Springer- Verlag. (1970)
- General Equilibrium with Price-Making Firms (avec Thomas Marschak), Lecture Notes in Economics and Mathematical Systems, Berlin-Heidelberg-New York: Springer-Verlag. (1974)
- A General Theory of Equilibrium Selection in Games (avec John C. Harsanyi), Cambridge, MA: MIT-Press. (1988)
- Models of Strategic Rationality, Theory and Decision Library, Series C: Game Theory, Mathematical Programming and Operations Research, Dordrecht-Boston-London: Kluwer Academic Publishers. (1988)
- Game Theory and Economic Behavior: Selected Essays, 2.vol Cheltenham-Northhampton: Edward Elgar Publishing. (1999)